# Stazione di Trebaseleghe (2005)
Stazione di Trebaseleghe vasútállomás Olaszországban, Veneto régióban, Trebaseleghe településen.

## Vasútvonalak
Az állomást az alábbi vasútvonalak érintik:
- Trento–Velence-vasútvonal

## Kapcsolódó állomások
A vasútállomáshoz az alábbi állomások vannak a legközelebb: 
- Stazione di Noale-Scorzè (Stazione di Venezia Santa Lucia)
- Stazione di Piombino Dese (Stazione di Trento)